# Ministerie van Financiën
Een ministerie van Financiën is het ministerie dat verantwoordelijk is voor de financiën van een land: het opstellen van de begroting van het landsbestuur, het regelen en innen van de belastingen, het beheer van de staatskas, toezicht op de inkomsten en uitgaven van de verschillende onderdelen van de staat. Ook controle op de financiën van lagere overheden kan tot het takenpakket behoren.
Aan het hoofd van het ministerie staat de minister van financiën. Aangezien de andere ministeries voor hun activiteiten vaak grotendeels afhankelijk zijn van de centraal geïnde inkomsten (zoals belastingen en staatsobligaties), heeft deze minister in veel regeringen een prominente rol. Sommige landen hebben een ministerie dat zowel over de financiën als over economische zaken gaat.

## Ministeries van Financiën in verschillende landen
- Federale Overheidsdienst Financiën (België)
- Ministerie van Financiën (Nederland)
- Ministerie van Financiën (Estland)
- Ministerie van Financiën (Finland)
- Departement van Financiën (Filipijnen)
- Ministerie van Financiën (Letland)
- Ministerie van Financiën en Planning
- HM Treasury (Verenigd Koninkrijk)
- United States Department of the Treasury (Verenigde Staten)
- Bundesministerium der Finanzen (Duitsland)
- Federaal Departement van Financiën (Zwitserland)

Uiteraard hebben de ministers en ministeries van financiën een naam in de landstaal, ook waar hierboven een Nederlandse vertaling is gebruikt.

## Namen voor gebouwen
- Ministerie van Financiën, het gebouw waar het ministerie in zetelt in Paramaribo, Suriname